# Niels Krabbe

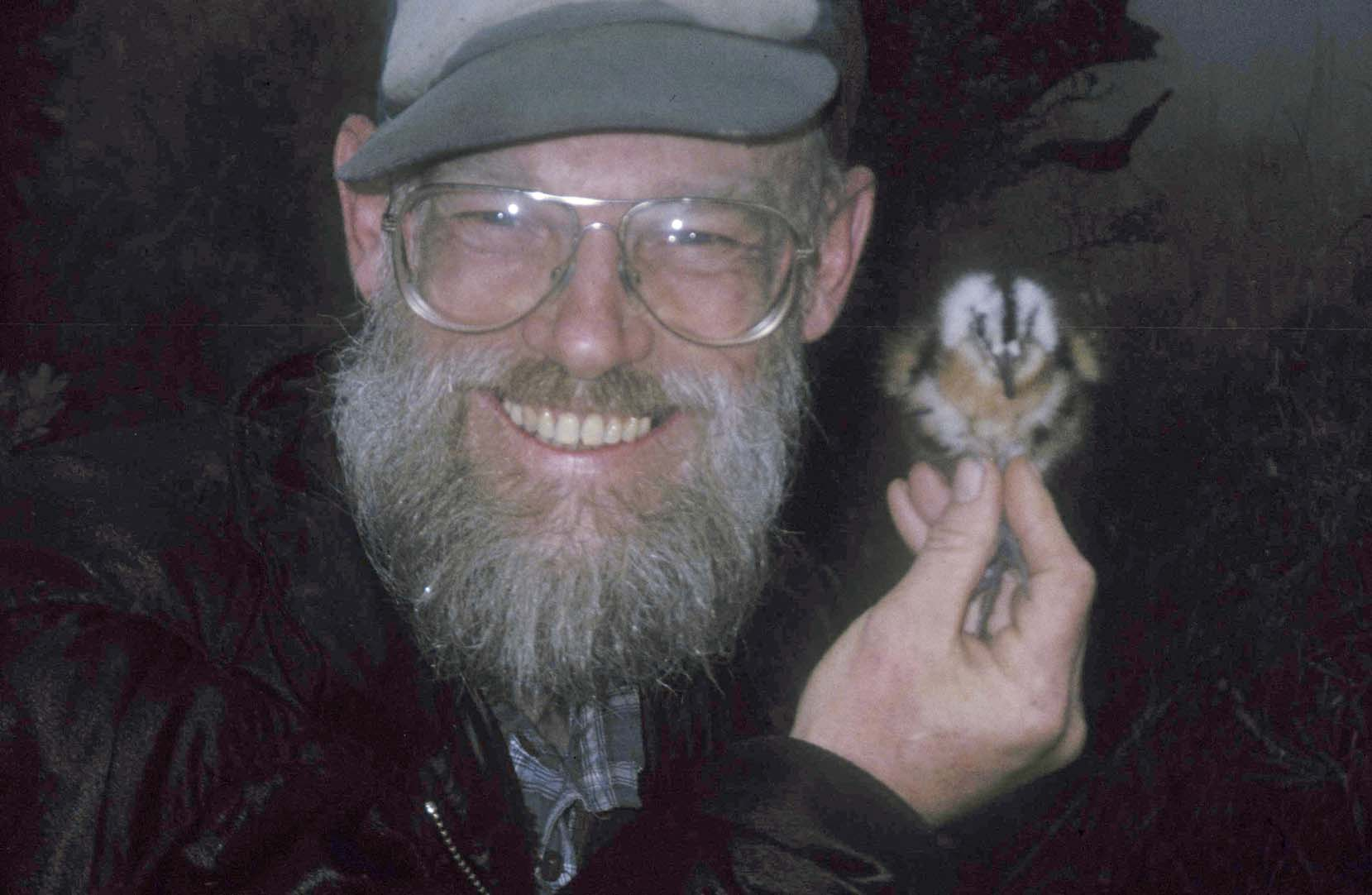
Niels Krabbe, 2003

Niels Kaare Krabbe (* 1. Juli 1951 in Frederikshavn, Dänemark) ist ein dänischer Ornithologe und Naturschützer.

## Leben
Niels Krabbe arbeitete zunächst für viele Jahre als Vogelberinger in Dänemark und anschließend mehrere Jahre in Israel, wo er als Präparator an der Hebräischen Universität Jerusalem tätig war. 1988 graduierte er an der Universität Kopenhagen in den Fächern Biologie, Geographie und Geologie zum Master of Arts. 1995 promovierte er an derselben Universität zum Ph.D. Krabbe betrieb ornithologische Feldarbeit in abgelegenen Gegenden Asiens, Afrikas und Nordamerikas. Für viele Jahre erforschte er die Vogelwelt in den wenig bekannten Regionen der Anden. Er beobachtete neue und seltene Taxa, sammelte und präparierte Vogelbälge und fertigte Tonbandaufnahmen an. Der Großteil der vielen Tausend zusammengetragenen Vogelbälge und Gewebeproben wird im Zoologischen Museum von Kopenhagen aufbewahrt.
Nach der Fertigstellung seines gemeinsam mit Jon Fjeldså im Jahre 1990 veröffentlichten Buchs Birds of the High Andes arbeitete er für ein Jahr bei BirdLife International. 1992 verfasste er für das Buch Threatened Birds of the Americas die meisten Beiträge über die gefährdeten Vogelarten der Anden. 1998 war er Mitbegründer der Organisation „Fundación Jocotoco“, die das Ziel verfolgt, Lebensräume für gefährdete Vogelarten in Ecuador zu kaufen und zu erhalten. Daneben ist er Mitglied der „Fundación ProAves“, die Artenschutzprojekte in Kolumbien organisiert. Im selben Jahr rief er gemeinsam mit Paul Salaman das „Projekto Ognorhynchus“ zum Schutz der letzten bekannten Population der Gelbohrsittichs in Kolumbien ins Leben. Krabbe gelang 1998 die Wiederentdeckung der Blasskopf-Buschammer (Atlapetes pallidiceps) und 2004 des Antioquiakolibris (Coeligena orina), eine vom Aussterben bedrohte Kolibriart aus Kolumbien, die über 50 Jahre als verschollen galt.
Krabbes wissenschaftliche Arbeit in Ecuador führte zu einer Revision der Tapaculo-Gattung Scytalopus. Zu den von ihm beschriebenen Taxa gehören die Zügelfleck-Ameisenpitta (Grallaria ridgelyi), der Braunrücken-Ameisenschlüpfer (Myrmotherula fjeldsaai), der Vorgebirgs-Olivtyrann (Myiopagis olallai) (mit Paul Coopmans), der Chocótapaculo (Scytalopus chocoensis), der  Bambustapaculo (Scytalopus parkeri), der Robbinstapaculo (Scytalopus robbinsi), Magdalenatapaculo (Scytalopus rodriguezi) und der Stilestapaculo (Scytalopus stilesi). 2007 nahm er in der Sierra Nevada de Santa Marta im kolumbianischen Departamento Magdalena die Lautäußerungen der Santa-Marta-Kreischeule (Megascops gilesi) auf, die er 2017 erstbeschrieb. 2018 gehörte er zu den Erstbeschreibern des Blaulatzkolibris (Oreotrochilus cyanolaemus).
Seit 2000 arbeitet Krabbe zum einen als Kurator am Zoologischen Museum in Kopenhagen und zum anderen setzt er seine Artenschutz- und Forschungsarbeit in Ecuador und Kolumbien fort.

## Dedikationsnamen
2020 wurde die Bürzelstelzerart Scytalopus krabbei aus Peru nach Niels Krabbe benannt.

## Schriften (Auswahl)
- 1990: Birds of the High Andes: A manual to the birds of the temperate zone of the Andes and Patagonia, South America (mit Jon Fjeldså)
- 1991: Avifauna of the Temperate Zone of the Ecuadorean Andes: Technical Report Over Surveys in 1990-91 with Reviews of Previous Ornithological Work in the Zone. Zoological Museum, University of Copenhagen
- 1992: Threatened Birds of the Americas: The ICBP/IUCN Red Data Book (mit Nigel Collar)
- 1998: Avian Diversity in the Ecuadorian Andes: An Atlas of Distribution of Andean Forest Birds and Conservation Priorities. Centre for Research on the Cultural and Biological Diversity of Andean Rainforests (DIVA)
- 2003:  Handbook of the Birds of the World: Broadbills to Tapaculos. Band 8. (Kapitel Rhinocryptidae und Formicariidae)